# 지구 온난화 지수
지구온난화지수(GWP: global warming potential)는 이산화탄소가 지구 온난화에 미치는 영향을 기준으로 다른 온실가스가 지구온난화에 기여하는 정도를 나타낸 것이다. 곧, 개별 온실가스 1kg의 태양에너지 흡수량을 이산화탄소 1kg이 가지는 태양에너지 흡수량으로 나눈 값을 말한다. 단위 질량당 온난화 효과를 지수화 한 것이라고 할 수 있다. 이산화탄소를 1로 볼때 메탄은 21, 아산화질소는 310, 수소불화탄소는 1,300, 육불화황은 23,900이다. 교토 의정서는 온실 가스 배출량 계산에 지구온난화 지수를 사용하고 있다.

## 같이 보기
- 탄소 발자국